# Ochotona himalayana
A Pika-himalaia (Ochotona himalayana) é um lagomorfo encontrado na China e possivelmente no Nepal.